# Bláhnjúkur
Bláhnjúkur je sopka na jihu Islandu s nadmořskou výškou 940 metrů.  Hora se nachází v přírodním parku Landmannalaugar, nedaleko Hekly. Poblíž se nachází sopka Brennisteinsalda.
V islandštině znamená název hory modrý vrchol. Hora má modročernou barvu, způsobenou sopečným popelem a lávovými proudy.
Na vrchol hory vede turistická stezka, ze které lze za dobrých podmínek spatřit pět ledovců. Nejlepší způsob, jak se lze dostat na vrchol, je silnice číslo F 208. Túra je považována za snadnou a trvá 1–2 hodiny včetně zpáteční cesty.